# Louis Dupré (Tänzer)
Louis Dupré (* 1697; † 1774) war ein französischer Tänzer, Choreograf und Pädagoge.
Bis 1743 war er einer der führenden Tanzmeister an der École de danse an der Opéra National de Paris. Zu seinen berühmtesten Schülern gehören Marie-Anne de Camargo, Gaetano Vestris, Jean Georges Noverre, Maximilien Gardel und Jean-Baptiste Hus. Casanova war einer seiner größten Bewunderer.
| Personendaten    | Personendaten                                 |
| ---------------- | --------------------------------------------- |
| NAME             | Dupré, Louis                                  |
| KURZBESCHREIBUNG | französischer Tänzer, Choreograf und Pädagoge |
| GEBURTSDATUM     | 1697                                          |
| STERBEDATUM      | 1774                                          |